# Рофьяк
Рофья́к (фр. и окс. Roffiac) — коммуна во Франции, находится в регионе Овернь. Департамент — Канталь. Входит в состав кантона Сен-Флур-Нор. Округ коммуны — Сен-Флур.
Код INSEE коммуны — 15164.
Коммуна расположена приблизительно в 430 км к югу от Парижа, в 85 км южнее Клермон-Феррана, в 50 км к востоку от Орийака.

## Население
Население коммуны на 2008 год составляло 573 человека.
| 1962 | 1968 | 1975 | 1982 | 1990 | 1999 | 2008 |
| ---- | ---- | ---- | ---- | ---- | ---- | ---- |
| 397  | 421  | 406  | 459  | 558  | 563  | 573  |

## Администрация
| Период | Период | Фамилия    | Партия | Примечания |
| ------ | ------ | ---------- | ------ | ---------- |
| 2001   | 2008   | Жорж Рош   |        |            |
| 2008   |        | Ален Югоне |        |            |

## Экономика
В 2007 году среди 379 человек в трудоспособном возрасте (15—64 лет) 315 были экономически активными, 64 — неактивными (показатель активности — 83,1 %, в 1999 году было 77,8 %). Из 315 активных работали 293 человека (163 мужчины и 130 женщин), безработных было 22 (7 мужчин и 15 женщин). Среди 64 неактивных 20 человек были учениками или студентами, 23 — пенсионерами, 21 были неактивными по другим причинам.

## Достопримечательности
- Церковь Сен-Галь[фр.] (XII век). Памятник истории с 1921 года[3]
- Башня замка Белькастель (XV век). Памятник истории с 1942 года[4]

## Фотогалерея

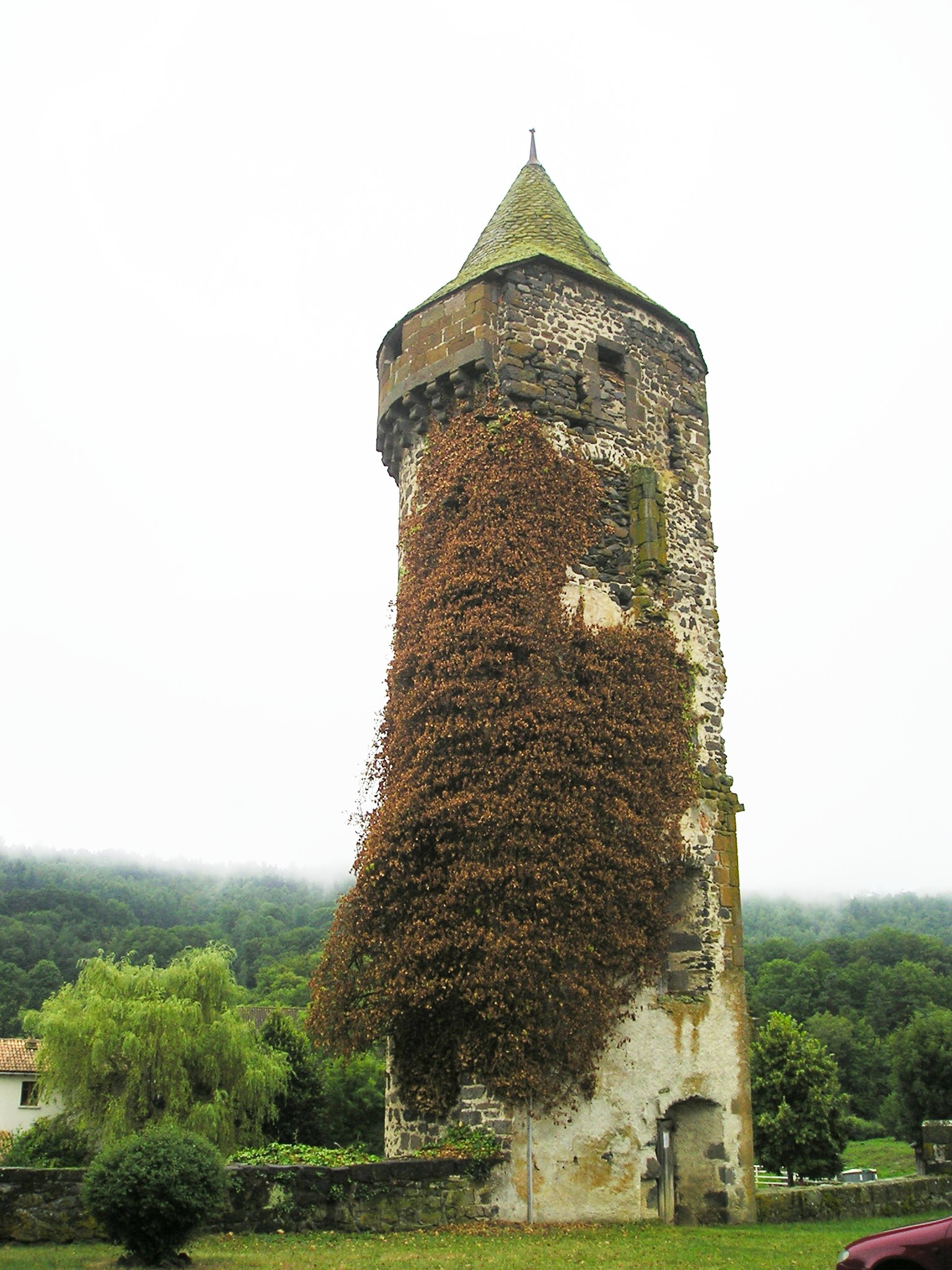
Башня замка Белькастель
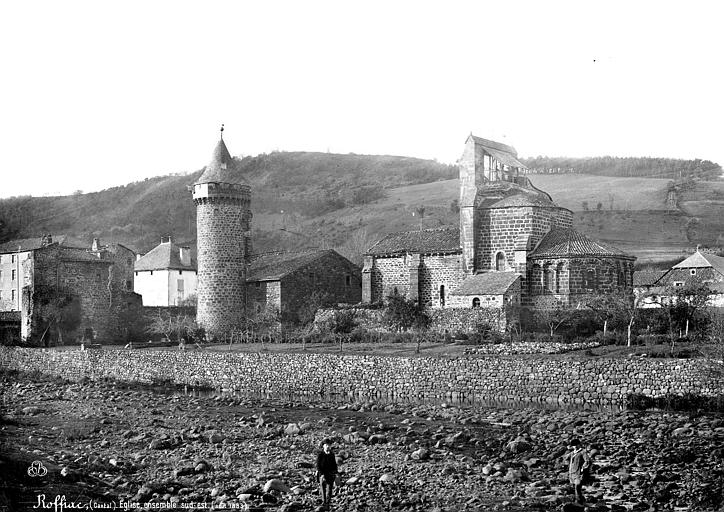
Церковь и башня (1883 год)
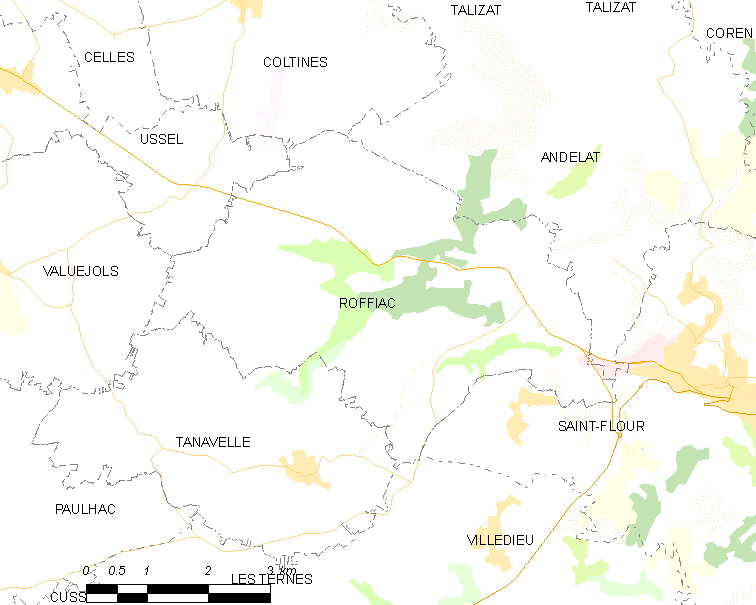
Карта коммуны